# Ambrozie (mitologie)
Ambrozia (în greacă veche ἀμβροσία, ambrosìa, derivat din άμβροτος, àmbrotos, „nemuritor”) era, în mitologia greacă, hrana zeilor olimpieni. Se spune că era „mai dulce ca mierea” și era destinată numai zeilor. Cei care reușeau să se hrănească cu ambrozie și să bea nectarul divin deveneau, la rândul lor, zei nemuritori.